# NGC 3075
NGC 3075 é uma galáxia espiral (Sc) localizada na direcção da constelação de Leo. Possui uma declinação de +14° 25' 10" e uma ascensão recta de 9 horas, 58 minutos e 56,3 segundos.
A galáxia NGC 3075 foi descoberta em 18 de Março de 1836 por John Herschel.